# Pilastra

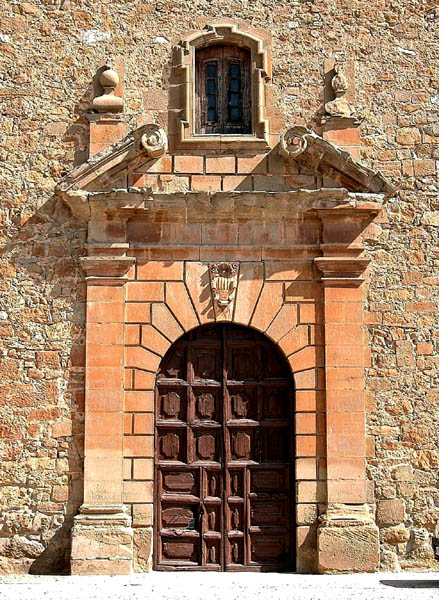
Pilastres a la porta barroca del de Església de la Mare de Déu de l'Assumpció de Butsènit d'Urgell, a la Noguera.

Una pilastra o anta és un element arquitectònic de l'arquitectura clàssica per donar l'aparença d'una columna de suport i articular una extensió de paret, amb una funció purament ornamental. Consisteix en una superfície plana elevada de la superfície de la paret principal, tractada habitualment com una columna, amb un capitell a la part superior, sòcol (base) a la part inferior i els altres elements. A diferència d'una pilastra, una columna o uns contraforts poden suportar l'estructura d'una paret i el sostre a sobre. La pilastra (paraula derivada de pilar) està composta dels mateixos elements constructius que les columnes o pilars, com són base, fust i capitell, segons els diferents ordres arquitectònics.

## Característiques
En parlar de l'ús de pilastres de Leon Battista Alberti, que Alberti va introduir a l'arquitectura de paret, Rudolf Wittkower escriure: "La pilastra és la transformació lògica de la columna per a la decoració d'una paret. Es pot definir com una columna aplanada que ha perdut el seu valor tridimensional i tàctil. " Les pilastres tenen capitells. i entaulament, també en baix relleu o aplanat contra la paret. Generalment, una pilastra sovint repeteix totes les parts i proporcions d'una columna d'ordre; no obstant això, a diferència d'ella, una pilastra normalment no té entesa.
Les pilastres sovint apareixen als costats d'un marc o porta d'obertura de la finestra a la façana d'un edifici i, de vegades, es combinen amb columnes o pilars directament enfront d'ells, a una distància allunyada de la paret, que suporta una estructura de sostre. com a pòrtic. Aquests elements verticals també es poden utilitzar per suportar una arquivolta encastada al voltant d'una porta. La pilastra es pot substituir per suports ornamentals que suporten l'entaulament o un balcó sobre una porta. Quan apareix una pilastra a la intersecció de cantonada de dues parets, es coneix com a cantó.
Igual que amb una columna, una pilastra pot tenir una superfície plana o estriada al seu perfil i es pot representar en la manera de qualsevol estil arquitectònic. Durant el Renaixement, els arquitectes barrocs van fer servir diverses formes de pilastres. A l'ordre gegant apareixen pilastres de dues plantes, que uneixen les plantes en una sola unitat.
La moda de fer ús aquest element de l'Arquitectura de l'antiga Grècia i de la Roma antiga va ser adoptada en el Renaixement italià, va obtenir una gran popularitat amb l'arquitectura del renaixement grec i continua sent vista com una arquitectura moderna. Sovint es coneix també com un element arquitectònic no ornamental, no estructural, en què una càrrega estructural ha de ser portada per una paret o columna al costat d'una paret i la paret es fa més gruixuda per adaptar-se als requisits estructurals de la paret.